# Dicranoglossum panamense
Dicranoglossum panamense es una especie de helechos perteneciente a la familia Polypodiaceae.

## Descripción
Son epífitas péndulas; rizoma con numerosas raíces pilosas y con escamas clatradas oscuras en el centro y de margen delgado y claro, finamente fimbriado, no comosas; hojas subdimorfas, más o menos agrupadas, 6–40 cm de largo, no funcionalmente articuladas al rizoma; pecíolo ausente; lámina profundamente pinnatífida, hasta 20 cm de ancho, pinnas 2–4 pares, sin una pinna claramente terminal, ascendentes; segmentos lanceolados o lineares, enteros, con diminutas escamas peltadas o peltado-ovadas sobre ambas superficies pero más abundantemente sobre la superficie abaxial, la porción fértil de los segmentos algo contraída; soros redondeados, alargados a lineares, submarginales, parcialmente cubiertos por el margen revoluto de la lámina.

## Distribución y hábitat
Se encuentra en pluvioselvas, bosques húmedos, bosques de pino-encinos y bosques de galería; a una altitud de 0–1000 metros; desde Honduras al oeste de Colombia. Se asemeja a Pleopeltis angusta, la cual tiene el pecíolo casi tan largo como la lámina y funcionalmente articulado al rizoma.

## Taxonomía
Dicranoglossum panamense fue descrito por (C.Chr.) L.D.Gómez y publicado en Brenesia 8: 46. 1976
Sinonimia
- Dicranoglossum panamense (C. Chr.) Lellinger
- Eschatogramme panamensis C. Chr.[3]